# 聖母子と洗礼者聖ヨハネ、アレクサンドリアの聖カタリナ (ペルジーノ)

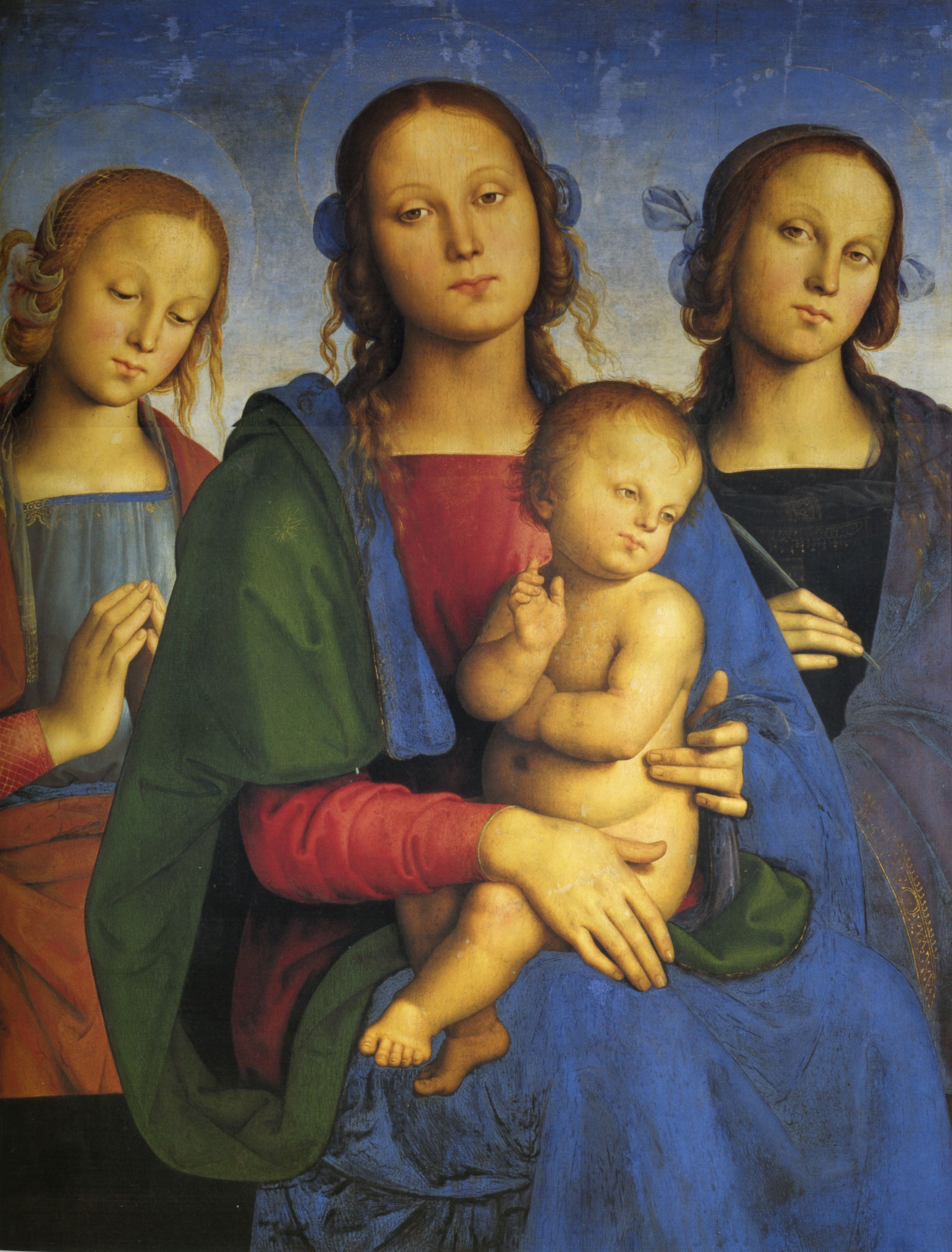
ピエトロ・ペルジーノ『聖母子と二人の聖人』 (1495年ごろ)、美術史美術館 (ウィーン) 所蔵。

『聖母子と洗礼者聖ヨハネ、アレクサンドリアの聖カタリナ』（せいぼしとせんれいしゃせいヨハネ、アレクサンドリアのせいカタリナ、仏: La Vierge et l'Enfant entourés de saint Jean Baptiste et de sainte Catherine d'Alexandrie、英: Madonna and Child with St John the Baptist and St Catherine of Alexandria）は、イタリア・ルネサンスの画家ピエトロ・ペルジーノが1495年ごろ、板上に油彩で制作した絵画である。本来、シエーナのスパンノッキ (Spannnocchi) 将軍に委嘱された作品であるが、19世紀初頭、フランスの将軍シティヴォー (Scitivaux)  の手中に入り、1816年にパリにもたらされた。作品は1821年以来、ルーヴル美術館に所蔵されている。

## 作品
この作品のように複数の半身像が画面をいっぱいに占める形式は15世紀の後半から多く見られる。しかし、当時、肖像画では一般的であった黒い背景をペルジーノが用いていることは、聖人たちを描いた絵画としては新たな展開である。この暗い背景は人物の肌の色を際立させ、一種森厳でな雰囲気を添えており、礼拝像にふさわしいイメージを作り出している。また、抑制のきいた光が劇場のスポットライトのように人物の頭部を照らしており、赤い服は鮮やかで美しい。
本作は、洗礼者ヨハネと聖カタリナにはさまれて玉座に就く聖母マリアと幼子イエス・キリストという伝統的な主題を拡大した作品である。聖母マリアの顔は、ペルジーノの妻キアラ・ファンチェッリにもとづいている。左側の人物は、赤い服や若々しい巻き毛でかろうじて洗礼者ヨハネであると識別される。しかし、聖母の夫である聖ヨセフであるとする説もある。
聖カタリナは、彼女の伝統的なアトリビュート (人物を特定化する持物) であるシュロを持っている上、服の縁にも「S. Chaterina (聖カタリナ)」 と記されている。聖カタリナは、中世後期に広く敬愛された聖女で、キリストの近くに描かれることも多い。ヤコブス・デ・ウォラギネの『黄金伝説』によれば、キリストと不可思議な婚姻関係を結んだといわれている。
本作は、ペルジーノの同じ形式の「繰り返し」を示す作品であり、『聖母子と二人の聖人』 (美術史美術館、ウィーン) 、および『聖母子と幼児洗礼者聖ヨハネ』 (シュテーデル美術館、フランクフルト)  と同じ下絵を用いて制作された。これら3作品の間には、ほとんど違いはない。